# Berthenonville
Berthenonville ist eine Ortschaft und eine ehemalige französische Gemeinde mit 247 Einwohnern (Stand: 1. Januar 2022) im Département Eure in der Region Normandie. Sie gehörte zum Arrondissement Les Andelys und zum Kanton Les Andelys.
Mit Wirkung vom 1. Januar 2016 wurden die bis dahin selbstständigen Gemeinden Berthenonville, Bus-Saint-Rémy, Cahaignes, Cantiers, Civières, Dampsmesnil, Écos, Fontenay-en-Vexin, Forêt-la-Folie, Fourges, Fours-en-Vexin, Guitry, Panilleuse und Tourny zu einer Commune nouvelle mit dem Namen Vexin-sur-Epte zusammengelegt und besitzen in der neuen Gemeinde den Status einer Commune déléguée. Der Verwaltungssitz befindet sich im Ort Écos.

## Lage
Nachbarorte sind Cahaignes im Nordwesten, Château-sur-Epte im Norden, Saint-Clair-sur-Epte im Nordosten, Montreuil-sur-Epte im Südosten, Dampsmesnil im Süden, Écos im Südwesten und Fours-en-Vexin im Westen.

## Bevölkerungsentwicklung
| Jahr      | 1962 | 1968 | 1975 | 1982 | 1990 | 1999 | 2008 | 2015 |
| --------- | ---- | ---- | ---- | ---- | ---- | ---- | ---- | ---- |
| Einwohner | 181  | 146  | 153  | 158  | 177  | 211  | 233  | 254  |

## Sehenswürdigkeiten

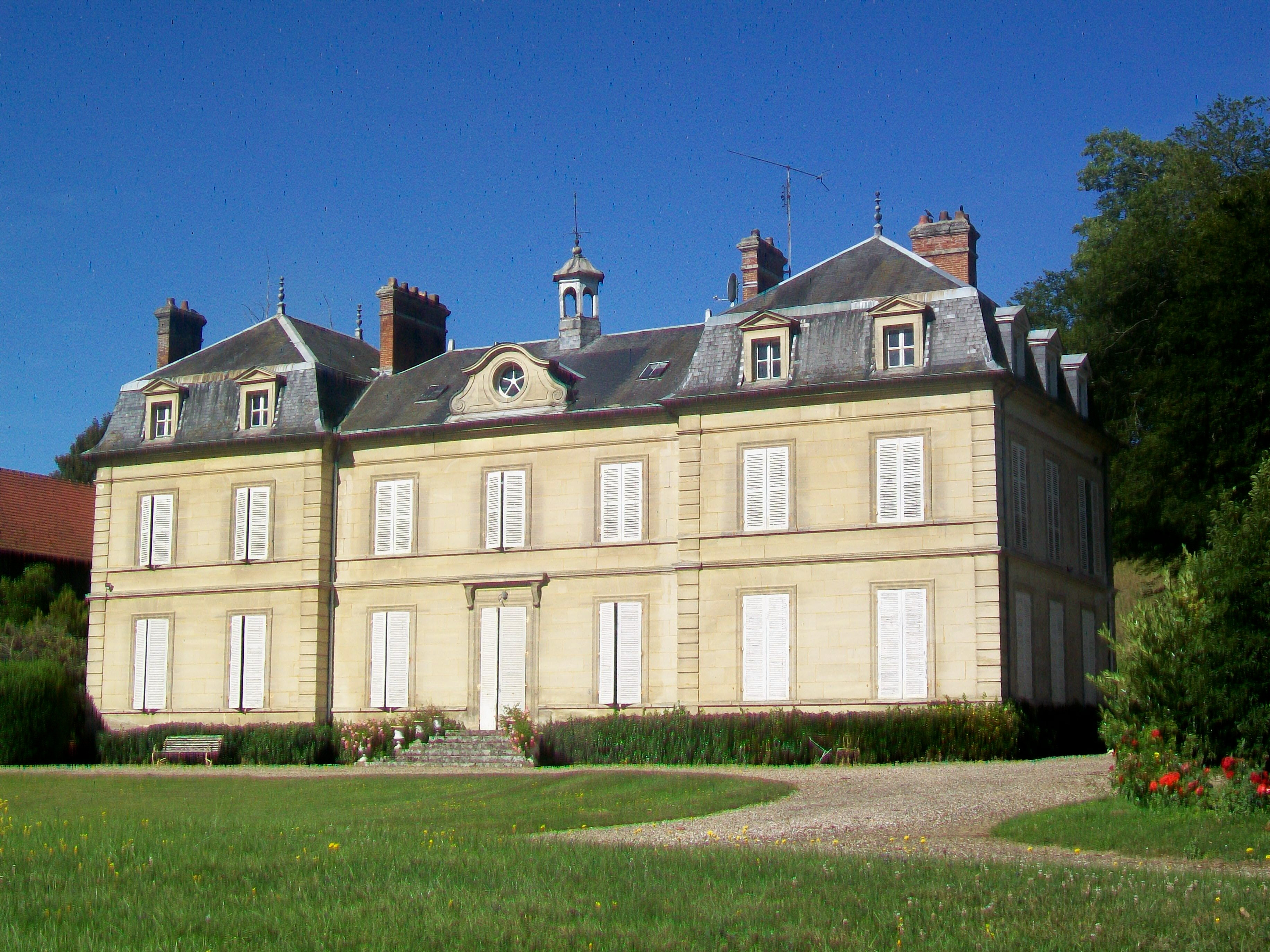
Schloss  von Berthenonville
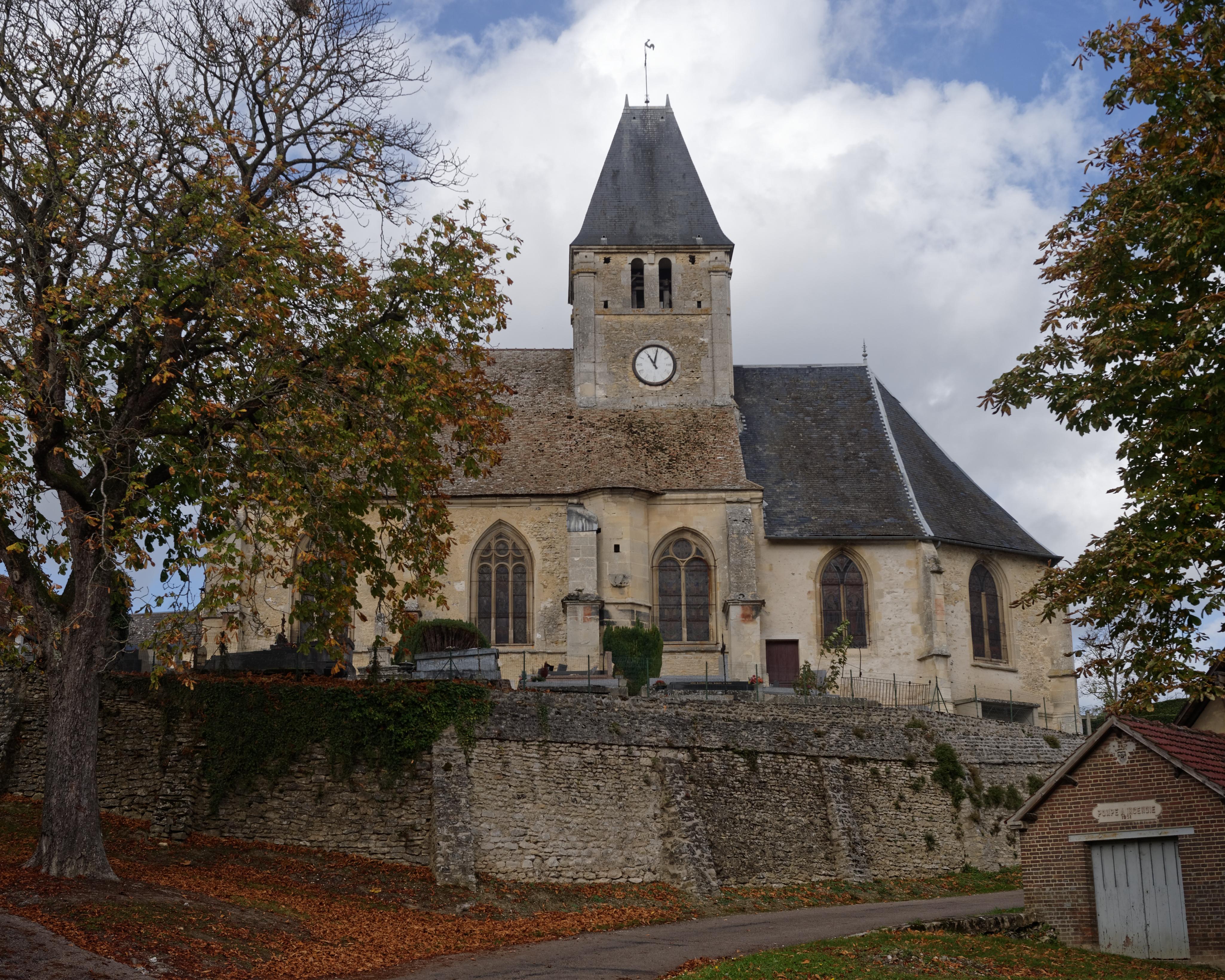
Kirche Saint-Ouen, seit 1926 als Monument historique ausgewiesen
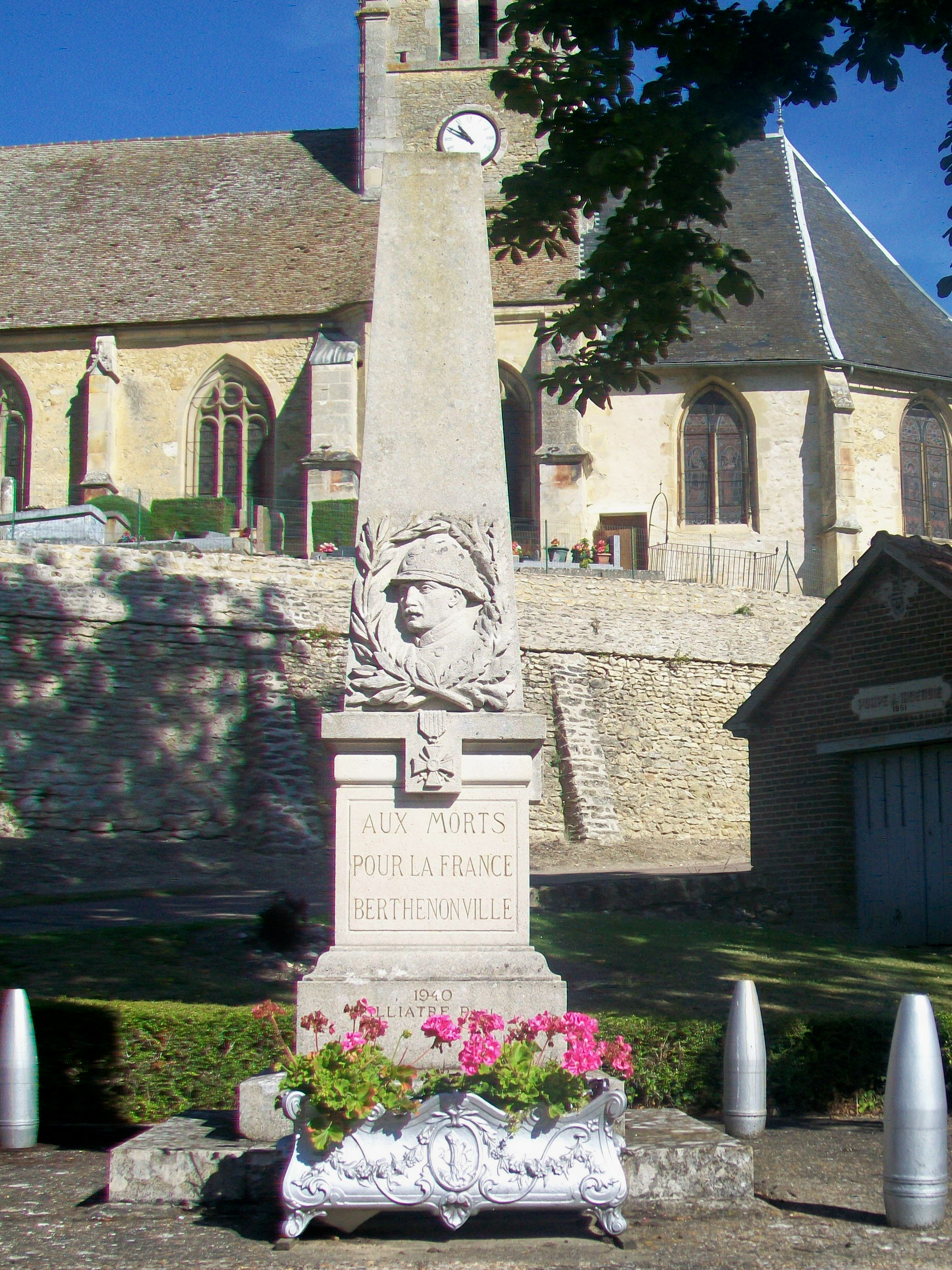
Kriegerdenkmal
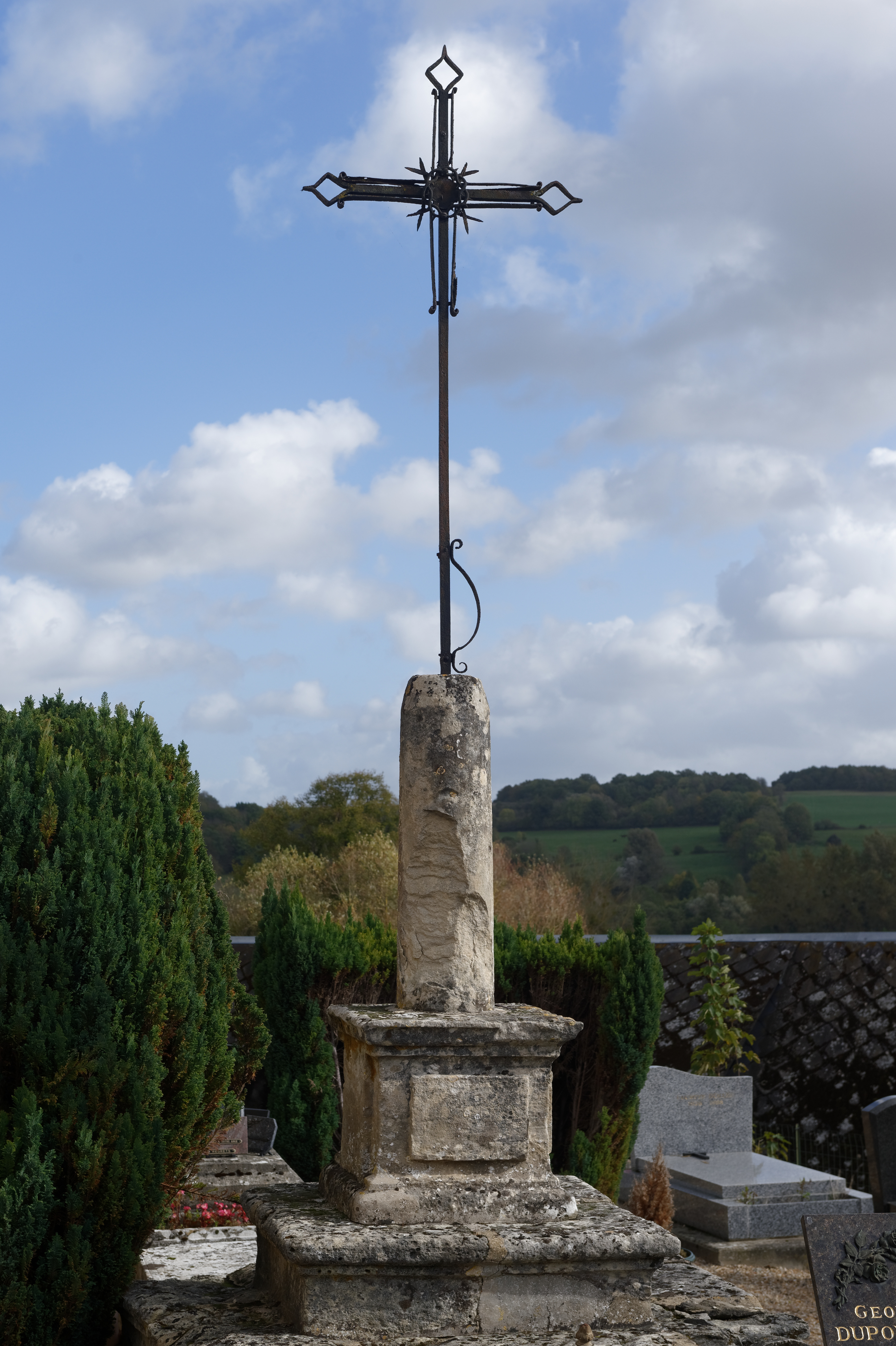
Flurkreuz

- Schloss von Berthenonville
- Kirche Saint-Ouen
- Kriegerdenkmal auf dem Dorfplatz
- Flurkreuz